# Napredna omladina
Naprednjaci ili Napredna omladina naziv je za neformalnu skupinu pripadnika radikalne hrvatske nacionalističke mladeži, koji su 1895. Godine, zajedno s pravaškom mladeži, iako se poslije žestoko sukobljavaju, sudjelovali u demonstracijama protiv autoritarnog režima bana Khuen-Héderváryja, odnosno paljenju mađarske zastave u Zagrebu. Nakon tog događaja veći dio njih otišao je studirati u Prag, gdje su došli pod snažan utjecaj češkoga nacionalnog pokreta na čelu s Tomášom Masarykom. Nakon povratka u domovinu drže da se umjesto radikalnih akcija više treba usmjeriti na kulturno uzdizanje narodnih masa. U prosincu 1904. formirali su se kao politička stranka (Hrvatska napredna stranka), a sljedeće godine postali su dio Hrvatsko-srpske koalicije.
Naprednjake su zvali i hrvatskim "realistima"; bili su to većma mlađi Hrvati, koji su tek svršili visoke škole. Među njima su se uz Ivana Lorkovića i Milivoja Dežmana isticali: Milan Heimerl, Franjo Poljak, Većeslav Vilder, Zvonimir Španić, Josip Belović, Josip Reberski, Đuro Šurmin i dr.
Mladi se isprva javljaju u časopisima starije generacije, kao što su "Vijenac" i "Nada", ali doskora počinju izdavati i vlastite časopise. Godine 1897. pokreću u Pragu "Hrvatsku misao".